# Servières-le-Château
Servières-le-Château település Franciaországban, Corrèze megyében. Lakosainak száma 568 fő (2022. január 1.). Servières-le-Château Bassignac-le-Haut, Darazac, Hautefage, Saint-Geniez-ô-Merle, Saint-Martial-Entraygues, Saint-Martin-la-Méanne és Saint-Privat községekkel határos.

## Népesség
A település népessége az elmúlt években az alábbi módon változott:
| Lakosok száma | 645  | 718  | 772  | 678  | 666  | 633  | 613  | 608  | 595  | 568  |
|               | 1968 | 1982 | 1990 | 2006 | 2013 | 2015 | 2017 | 2019 | 2020 | 2022 |